# 克劳狄乌斯·托勒密
克勞狄烏斯·托勒密（约100年—168年，又译托勒玫或多禄某）是一位學者，身兼数学家、天文学家、地理学家、占星家、樂理家等多重身分，公元168年于埃及亚历山大港逝世。历史学家认为托勒密应该是希腊裔、罗马公民，生活在埃及行省的亚历山大港，并以希腊语写作。
托勒密的著作在数几个领域代表了古希腊、罗马科学的最高成就，特别是盛行了1400年的地心說。托勒密的地心说提出了以地球为中心的宇宙模型，也被称为托勒密系统（Ptolemaic system）。
托勒密著有许多科學著作，其中有三部對拜占庭、伊斯蘭世界以及歐洲的科學發展影響頗大。第一部是《天文學大成》。第二部是《地理學指南》，是一部探討希臘羅馬地區的地理知識的典籍。而第三部是有關占星學的《占星四書》，書中嘗試改進占星術中繪製星圖的方法，以便融入當時亞里士多德的自然哲學。
与大多数古希腊数学家不同，托勒密的著作（特别是天文学著作）一直传世，在欧洲古典时代晚期和中世纪也未曾断绝。然而，可能只有少数人有足够的数学基础，用于理解托勒密的理论。举例而言，阿拉伯人、拜占庭人中流行托勒密天文学著作的删节本，淡化了其中的数学色彩。关于托勒密的生平并无记载，只能从他的著作中推断出部分内容。

## 生平
关于托勒密生平的记载很少。学者主要从其传世著作中寻找线索。他在最重要的著作《天文学大成》中记载了一些本人所作的天文观测，这成为确定其生活年代、活动地点的可靠资料之一。该书中的天文观测记录日期最早为西元127年3月26日，最晚为西元141年2月2日，相当于罗马帝国皇帝哈德良和安东尼的统治时期。
相传他生于埃及底比斯的托勒密赫米歐。但是这種說法到14世纪才被提出，且並没有得到广泛的支持。從托勒密的观测记录看来，这些观测应是在埃及的亚历山大城进行的。14世纪時的天文学家Theodore Meliteniotes宣称托勒密出生于埃及的托勒密赫米歐。这个说法距离托勒密生活的年代已有一段時間，因此目前没有证据显示出他曾在亚历山大港以外的任何地方居住過。
托勒密的全名也透露出一些信息。Ptolemaeus 说明他是埃及居民，且祖先可能為希腊人或受到希腊化影響的当地人；而Claudius說明其很有可能擁有罗马公民权，可能為罗马皇帝克劳狄乌斯（Claudius，41—54年在位）或尼禄（Nero，54—68年在位）赠与其先祖。

## 成就

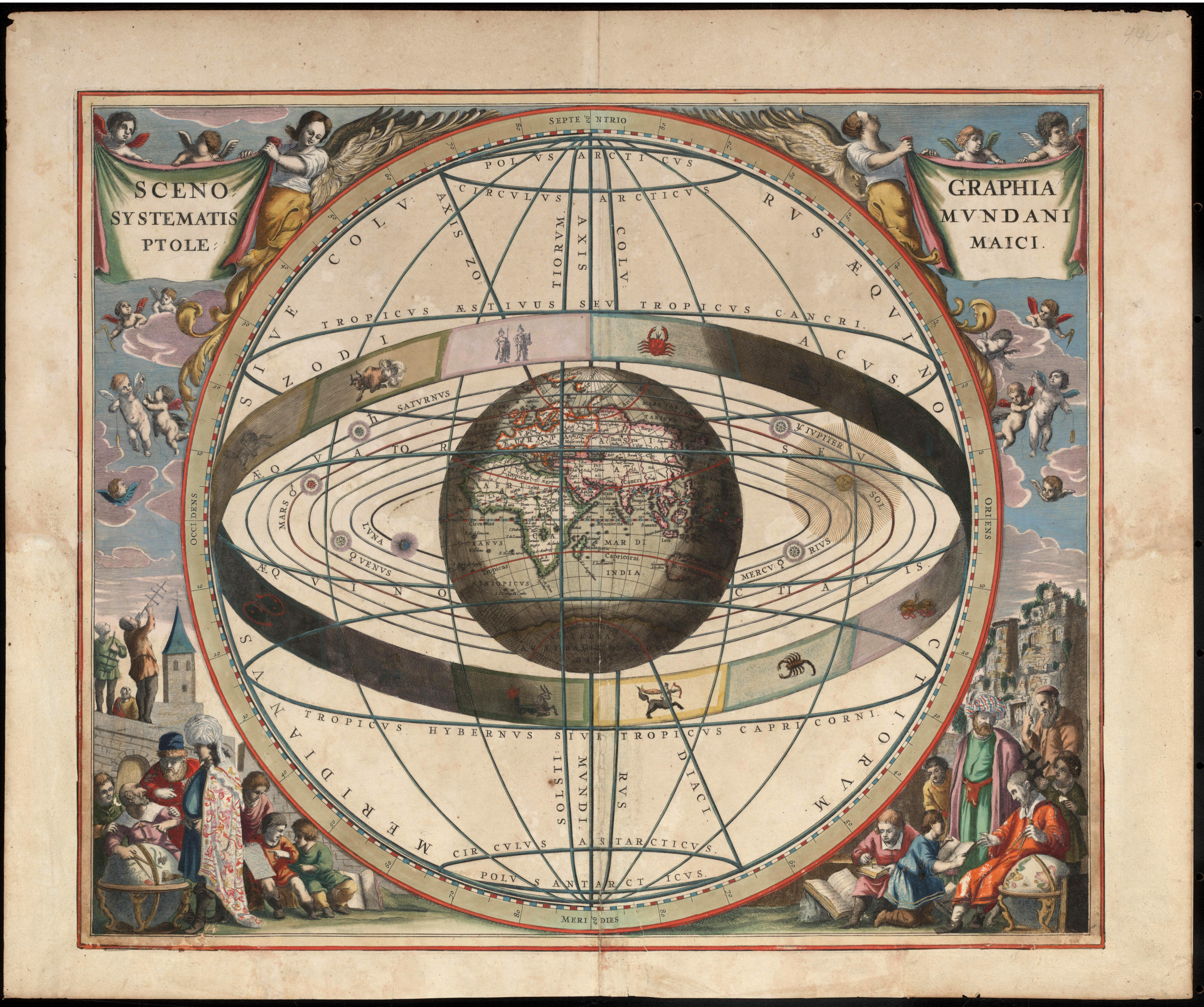
托勒密體系的宇宙圖

托勒密总结了希腊古天文学的成就，写成《天文学大成》十三卷。其中确定了一年的持续时间，编制了星表，说明旋进、折射引起的修正，给出日月蝕的计算方法等。他利用希腊天文学家们特别是喜帕恰斯（又译伊巴谷）的大量观测与研究成果，把各种用均轮和本轮解释天体运动的地心学说给以系统化的论证，后世遂把这种地心体系冠以他的名字，称为托勒密地心体系。
巨著《天文学大成》十三卷是当时天文学的百科全书，直到开普勒的时代，都是天文学家的必读书籍。《地理学指南》八卷，是他所绘的世界地图的说明书，其中也讨论到天文学原则。他还著有《光学》五卷，其中第一卷讲述眼与光的关系，第二卷说明可见条件、双眼效应，第三卷讲平面镜与曲面镜的反射及太阳中午与早晚的视径大小问题，第五卷试图找出折射定律，并描述了他的实验，讨论了大气折射现象。此外，尚有年代学和占星学方面的著作等。

## 著作

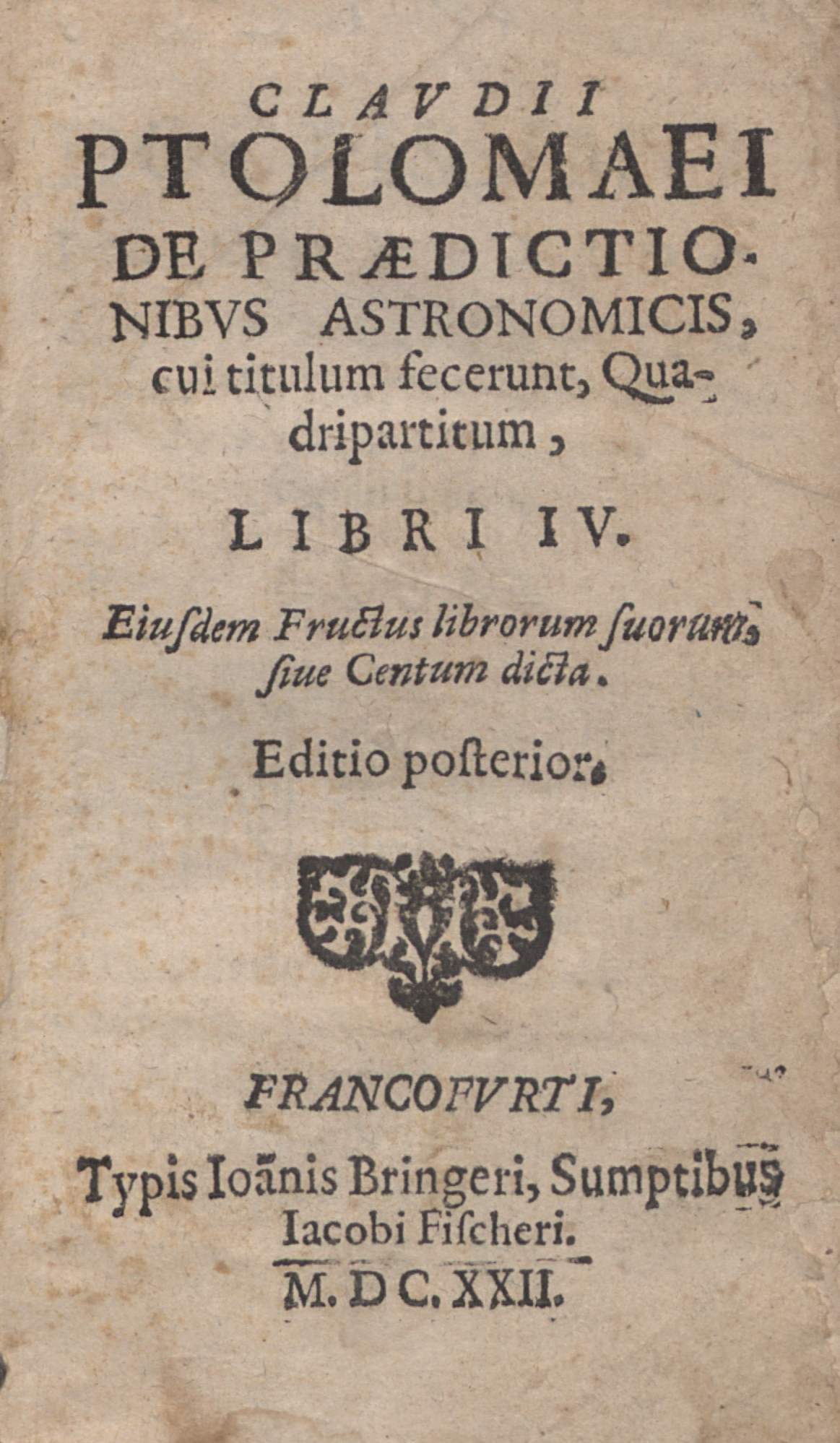
Quadripartitum, 1622

- 《天文学大成》（Almagest）十三卷（又名《至大论》、《伟大论》、《大集合论》、《大综合论》）
- 《实用天文表》（Handy Tables）
- 《行星假说》（Planetary Hypotheses）二卷。
- 《恒星之象》（Phases of the Fixed Stars）二卷。
- 《占星四書》（Tetrabiblos）四卷。
- 《地理学指南》八卷
- 《光学（英语：Optics_(Ptolemy)）》五卷
- 《日晷论》（Analemma）
- 《平球论》（Planisphaerium）
- 《谐和论》（Harmonica）三卷
- 《体积论》（On Dimension）
- 《元素论》（On Elements）

## 天文學大成
- 《天文学大成》是唯一保存至今的全面论述古代天文学的著作。巴比伦天文学家发展了测算天文现象的计算技巧，以喜帕恰斯（Hipparchus）为代表的希腊天文学家，创立了用于计算天体运动的几何模型。然而托勒密声称他的几何模型可在挑选出的前人天文学观测结果中找到源头，且这些前人的观测记录至少横跨了800年历史。天文学家对他的这一说法怀疑了好几个世纪，大家都觉得托勒密模型所使用的参数源于自己的独立观测。托勒密用一个方便的表格呈现了他的天文学模型，这个表格能用来计算古今任何一个时刻行星的位置。《天文学大成》还包含一个星表，它实际上盗用了喜帕恰斯的原创星表。表中列举了48个星座，分别源于不同的古今星座系统。但与现代星图不同的是它并没有覆盖整个夜空（只含有喜帕恰斯能看见的那部分星空）。《天文学大成》这部书通过在中世纪作为天文学权威经典的代代传授，其作者的形象也成为了神话式遥不可及的人物。人们将心目中伟大的托勒密视为亚历山大之王。就如多数古希腊科学著作一样，记载于阿拉伯语手稿上的《天文学大成》也趋于保守（阿拉伯语版也是相同的书名）。因为这部书的巨大威望，它被引起广泛重视，并在12世纪被2次翻译为拉丁文（此书在欧洲一度失传），一次是在西西里岛，而另一次是在西班牙。托勒密的模型，正如他前辈的宇宙模型一样主张地心论，并为世人所普遍接受，直到在科技革命中出现了更简洁的日心论宇宙模型。

- 《天文学大成》在卷一第10章中介绍数量天文学所需要的数学知识。在第11章中利用介绍的数学知识推算出托勒密全弦表。

- 他的行星假说超越了《天文学大成》书中的数学模型，并将宇宙呈现为一个由层层球壳嵌套的集合体，他以此模型为基础利用他星辰模型中的本轮（epicycles）来计算宇宙的尺度大小。他估算太阳到地球的平均距离是地球半径的1,210倍，而那镶嵌有许多星星的球壳的半径则达到了地球半径的20,000倍。

- 托勒密在他的《便携用表》[來源請求]中给出了一个有助于天文学计算的实用工具。表中给出了包括计算太阳、月球和行星的位置，行星的升降以及日月食所需的全部数据。托勒密的《便携用表》为后世的天文学用表和zījes提供了一个很好的范例。在"Phaseis"（镶嵌星的升起）中托勒密给出了一个天文历法（parapegma）。这是一个以行星共同出现（hands）和消失现象为基础的恒星历法，这种天文年历的时间跨度超过了太阳年（over the course of the solar year）。

## 纪念
有幾個字符或項目命名為托勒密，其中包括：
- 月球上的托勒密環形山
- 火星上的托勒密環形山
- 小行星4001上的托勒密環形山

## 另見
- 托勒密星團：由托勒密生前觀測過的星團
- 托勒密定理：以托勒密為名的數學定理